# レクラン・フランセ
『レクラン・フランセ』（仏語：L'Écran Français、1943年 - 1952年）は、かつて存在したフランスの週刊の映画雑誌。「フランスのスクリーン」の意味。左翼的な論陣を張っていた雑誌であり、ジャン・ルノワール、ジャック・ベッケル、ジャン・グレミヨンといった多くの映画人（仏語cinéaste）が協力していたことで知られる。

## 概要・略歴
- 1943年創刊。
- 現在見られる最初の号（第1号）は1945年7月4日号であり、最終号（第348号）は1952年3月12日号。しかし第1号の表紙には「3年目（TROISIÈME ANNÉE）」とはっきりと印刷されている[1]。
- 協力者のなかには、当時すでに故人となっていたギヨーム・アポリネールやロラン・バルト、アンソニー・バージェスの名が見られる[2]。主力執筆者は、ジョルジュ・サドゥール、ルイ・ダカンら。
- 1948年、同誌にアレクサンドル・アストリュックが『カメラ＝万年筆、新しき前衛の誕生（Naissance d'une nouvelle avant-garde : la caméra-stylo）』を発表。本論は、同誌に寄稿していたアンドレ・バザンの共感を呼び、多くのシネフィルに衝撃を与え、やがてのちの「作家主義」の思想的源泉となった。
- 映画雑誌として、あまりに巨大な存在であったので、『レクラン』誌に対抗すべくさまざまな雑誌が創刊された。1928年に創刊したものの第二次世界大戦中に廃刊しており、戦後、ジャン＝ジョルジュ・オリオールとジャック・ドニオル＝ヴァルクローズが復刊させた『ラ・ルヴュ・デュ・シネマ』誌（1928年 - 1931年/1946年 - 1950年）、エリック・ロメールが主宰した「シネクラブ・デュ・カルティエ・ラタン」の機関誌として登場した『ラ・ガゼット・デュ・シネマ』誌（1950年5月 - 11月）、また、『レクラン』誌に執筆していたジャン＝シャルル・タケラがアンリ・コルピと創刊した『シネ・ディジェスト』など。『レクラン』誌に執筆していたバザンとアストリュックが同誌を出て、オリオールの死後廃刊した『ルヴュ』の復刊を目指しドニオル＝ヴァルクローズらとともに奔走し『カイエ・デュ・シネマ』誌を1951年4月に創刊、その翌1952年には、『レクラン』誌は終焉を迎えてしまう。
- 1952年3月12日号をもって廃刊。フランス共産党の文学雑誌『レットル・フランセーズ』（編集主幹ルイ・アラゴン、在任1953年 - 1972年）に吸収される。

## 書籍
- Olivier Barrot, L'Écran Français 1943-1953, Histoire d'un journal et d'une époque, Paris, Les Éditeurs Français Réunis, 1979, 382 p.